# Framfab
Framfab var ett Internetkonsultföretag som grundades 1995 av bland andra Jonas Birgersson under namnet Framtidsfabriken. Företaget utvecklades ur en dator-/rollspelklubb i Lund. Tillsammans med rivalen Icon Medialab blev Framfab det mest kända affischnamnet för vågen av IT-företag när det introducerades på Stockholmsbörsen 1999. Till skillnad från många konkurrenter var Framfab lönsamt från början och behöll lönsamheten ända fram till IT-kraschen år 2000.

## Historik
I mitten av 90-talet var Jonas Birgersson ordförande för rollspelsförbundet Sverok. Han fick då i uppdrag av Telia att skapa innehåll, bland annat dataspelsrecensioner, till  webbportalen Passagen. Telia startade Passagen som ett led i att bli ledande i Sverige på uppringt internet. De ville visa svenskarna vad internet var och hjälpa dem ut i den digitala världen. Efter ett tag uppmanade Telias revisorer Birgersson och hans vänner att starta ett företag och så föddes Framtidsfabriken, sedermera Framfab.
Med Telia-jobbet som dörröppnare växte Framfab snabbt och fick viktiga investerare som Ikea och Hans Rausing. Framfab börsnoterades 1999 och aktien noterades till 125 kronor och ökade därefter stadigt. Vid tiden för börsintroduktionen var styrelsens ordförande Carl Wilhelm Ros och företagsledningen bestod av Jonas Birgersson och Johan Wall.
Under 1999–2000 växte företaget genom att köpa upp många utländska företag och betalade med egna aktier. De var under en period Europas största internetkonsultbolag och som mest hade företaget 3 000 anställda i 13 länder. När aktien stod som högst värderades Framfab till 42 miljarder kronor, vilket vid tiden var i nivå med stora industriföretag som Atlas Copco och SKF. Tillsammans med Icon Medialab och Spray var Framfab IT-boomens mest omtalade bolag i Sverige.
I samband med IT-kraschen i mars 2000 fick företaget ta till drastiska åtgärder och skära ner på personalstyrkan. Birgerssons okonventionella profil och framfusiga yttranden som VD hade gett företaget mycket uppmärksamhet, vilket ledde till att aktien steg tusentals procent. Vid kraschen gick aktierna ner till nästan ingenting, vilket innebar att många investerare och sparare förlorade stora summor pengar. I maj 2001 var aktievärdet nere på 2 kronor.
Bolaget överlevde kraschen genom en nyemission. År 2006 gick Framfab ihop med den tidigare konkurrenten Icon Medialab och bildade LBI International.
Bredbandsbolaget är ett företag som knoppats av från Framfab. Jonas Birgersson blev senare VD för företaget Labs2.
Framfab/LBI International AB finns idag representerat bland annat i Sverige, Danmark, Tyskland, Schweiz, Nederländerna, USA och Storbritannien.

## Tidslinje
- 1995 Framtidsfabriken grundades av Jonas Birgersson tillsammans med Jonas Bergenudd, Mattias Lindberg, Mattias Nordgren och Bo Wetter. Första kunden var Telias internetportal Passagen.
- 1996 Framtidsfabriken gjorde Bilias webbplats, snart följt av Volvo Personvagnars internationella webbplats.
- 1997 Företaget hade fortfarande fem anställda i Lund. Ken Ceder och Mattias Söderhielm gick in i ledningen, förvärvade vardera 30% i bolaget och grundade Stockholmskontoret. Expansionen påbörjades. I slutet på året hade företaget 25 anställda.
- 1998 Framtidsfabriken köpte internetkonsultföretaget Coin och IT-konsultföretaget Computence, och det nya stockholmskontoret flyttade till Klarahuset. Jan Nilsson och Jan-Erik Fiske började inom ramen för Framfab att utveckla det som skulle bli Bredbandsbolaget. I slutet på året hade företaget 120 anställda.
- 1999 Företaget fick uppdraget att göra IKEA:s webbplatser över hela världen. Företaget förvärvade Netsolutions, Hypernode och danska Networkers. Bredbandsbolaget knoppas av. Börsintroduktion skedde i juni. Bolaget hade då 350 anställda. Företaget bytte namn till det internationellt mer gångbara Framfab. I slutet av året hade bolaget 800 anställda i sex länder.
- 2000 Företaget förvärvade IT-konsultföretaget Guide. I början av mars nådde bolaget en börsvärdering på 42 miljarder kronor[5] på en omsättning om 1,3 miljarder kronor[6]. I oktober när IT-kraschen var ett faktum, hade bolaget 3 000 anställda och var Europas största internetkonsultföretag. Johan Wall tog över som VD och påbörjar kraftiga nedskärningar.
- 2001 I maj var Framfab nära konkurs, men en nyemission räddade företaget. I augusti hade Framfab 1 200 anställda.
- 2004 köptes internetkonsultföretaget Paregos upp av Framfab.
- 2006 Framfab gick samman med LB Icon. Framfab bytte namn till LBI International AB, men fortsätter att använda varumärket Framfab för Framfab-delen av verksamheten. Tillsammans blev företagen Europas största internetkonsultföretag.
- 2009 LBI International slutar att använda varumärket Framfab.
- 2018 Bolaget kallas nu Digitas.